# Adelardo Rodríguez
Adelardo Rodríguez Sánchez (ur. 26 września 1939 w Badajoz) – hiszpański piłkarz grający podczas kariery zawodniczej na pozycji pomocnika. Uczestnik mistrzostw świata w 1966 roku.

## Kariera

### Kariera klubowa
Adelardo Rodríguez jest wychowankiem klubu CD Badajoz. W 1959 roku przeszedł do Atlético Madryt, w którym występował do końca kariery. Przez 16 lat gry w madryckim klubie, Adelardo zagrał w 401 meczach ligowych i zdobył w nich 73 bramki. Wraz z klubem sięgnął po trzy tytuły mistrza kraju, pięciokrotnie triumfował w Pucharze Króla, zdobył Puchar Interkontynentalny oraz Puchar Zdobywców Pucharów.

### Kariera reprezentacyjna
W reprezentacji Hiszpanii zadebiutował 6 czerwca 1962 w przegranym meczu z Brazylią na mundialu w Chile. Pierwszą bramkę zdobył 8 lat później, 28 października 1970 w meczu z Grecją. W 1964 roku wystąpił na Euro 1964, rozgrywanym w jego ojczyźnie. Natomiast dwa lata później po raz drugi w karierze zagrał na mundialu, tym razem w Anglii.

## Sukcesy

### Klubowe
- Puchar Interkontynentalny: 1974
- Puchar Zdobywców Pucharów: 1972
- Primera División: 1966, 1970, 1973
- Puchar Króla: 1960, 1961, 1965, 1972, 1976

### Reprezentacyjne
- Mistrzostwo Europy: 1964